# Olga Nikolajewna Romanowa (1822–1892)

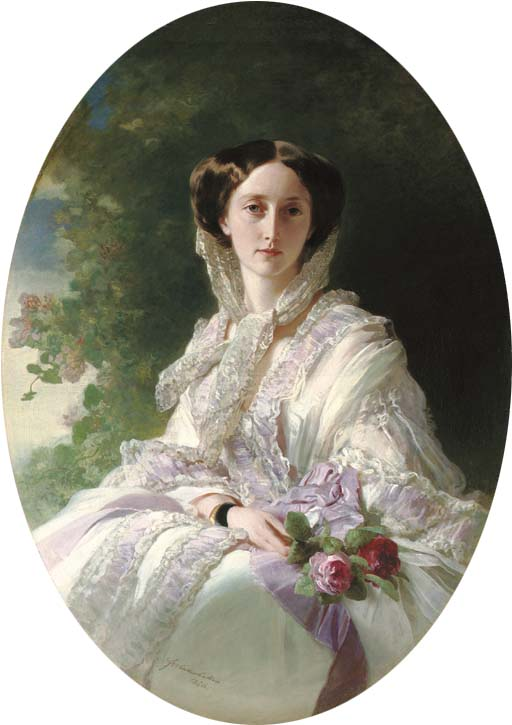
Großfürstin Olga Nikolajewna Romanowa, spätere Königin von Württemberg, Gemälde von Franz Xaver Winterhalter, Öl auf Leinwand um 1856

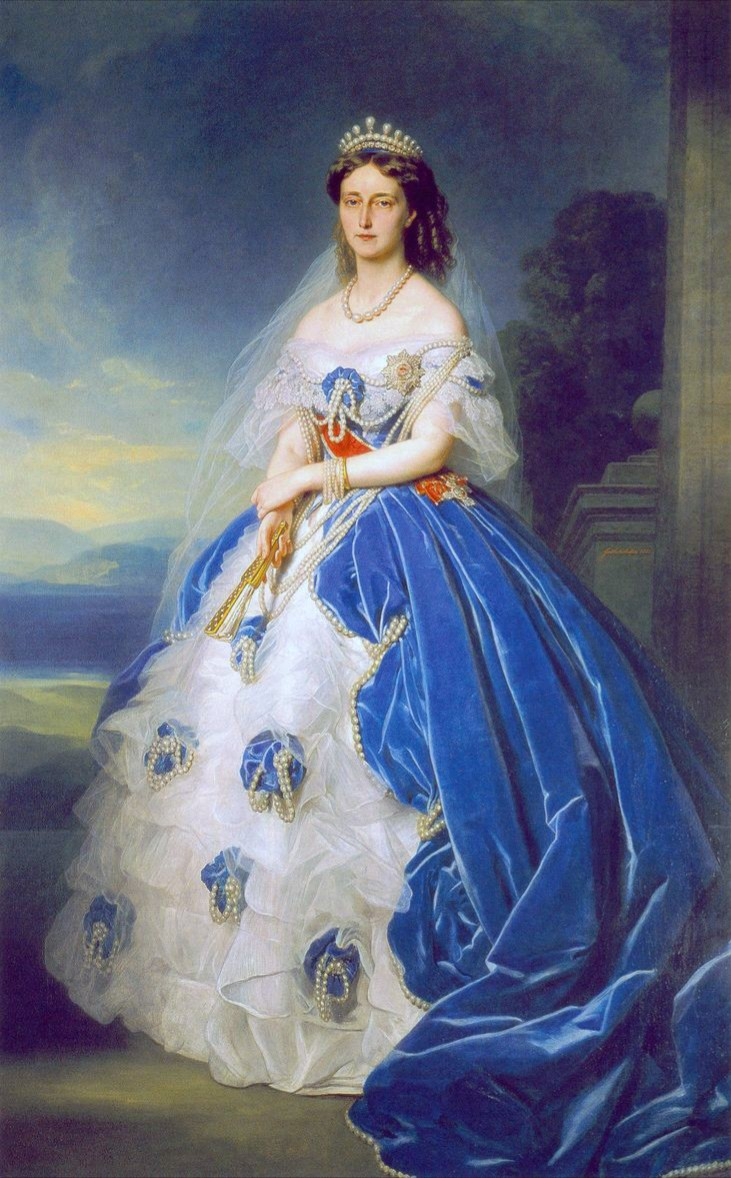
Königin Olga von Württemberg, Öl auf Leinwand von Franz Xaver Winterhalter, 1865

Olga Nikolajewna Romanowa (* 30. Augustjul. / 11. September 1822greg. in Sankt Petersburg, Russland; † 30. Oktober 1892 in Friedrichshafen, Königreich Württemberg) war als Tochter von Zar Nikolaus I. eine russische Großfürstin. Als Ehefrau des württembergischen Thronfolgers und schließlich Königs Karl I. war sie von 1846 bis 1864 Kronprinzessin und ab 1864 Königin von Württemberg.
In der öffentlichen Wahrnehmung trat sie insbesondere durch ihr soziales Engagement in Form der Förderung von Einrichtungen für Kranke und Behinderte hervor und ging als „Olga Königin von Württemberg“ in die württembergische Landesgeschichte ein. Bis in die Gegenwart tragen vor allem soziale und medizinische Institutionen in Stuttgart und Umgebung ihren Namen.

## Leben

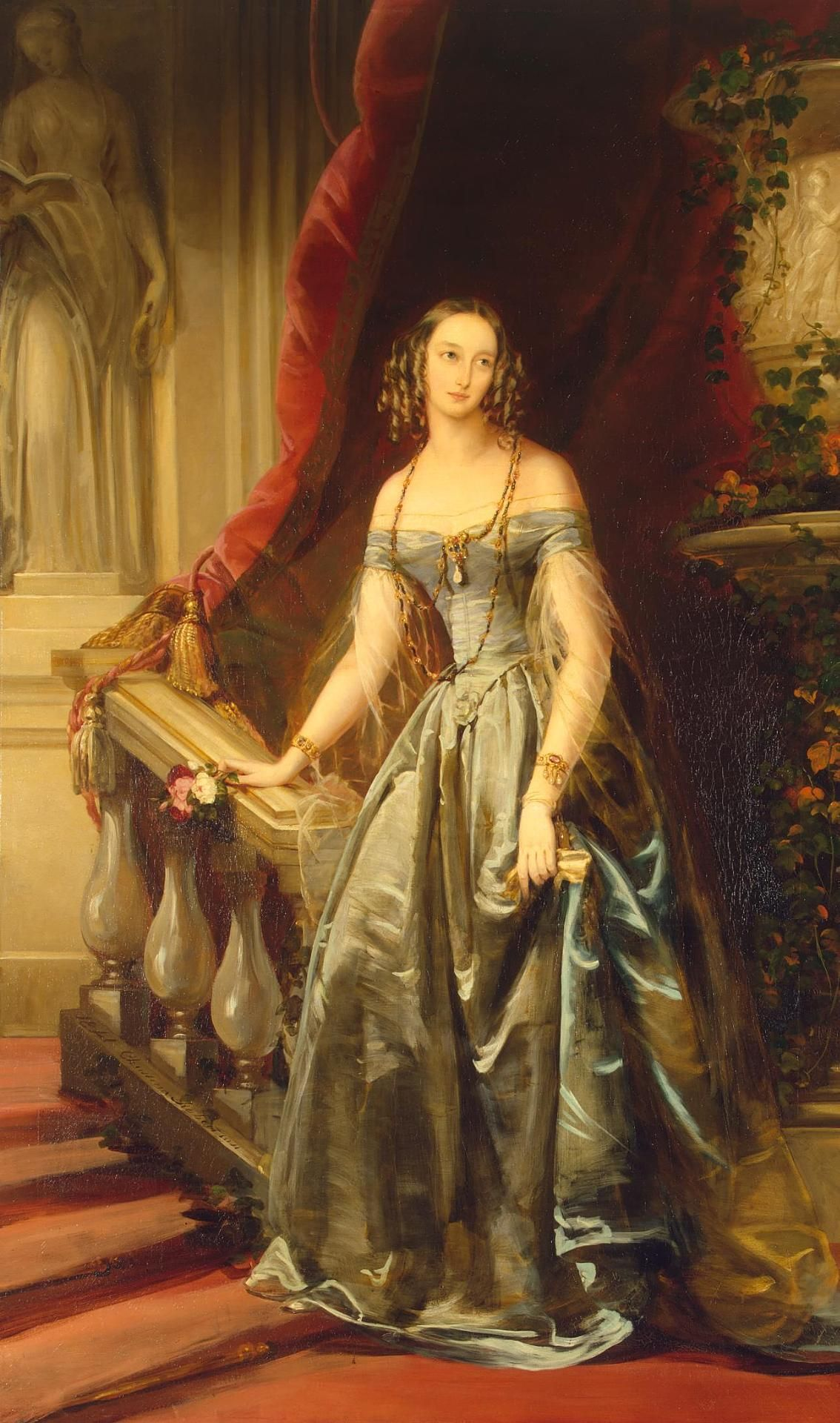
Großfürstin Olga Nikolajewna, porträtiert von Christina Robertson, 1841

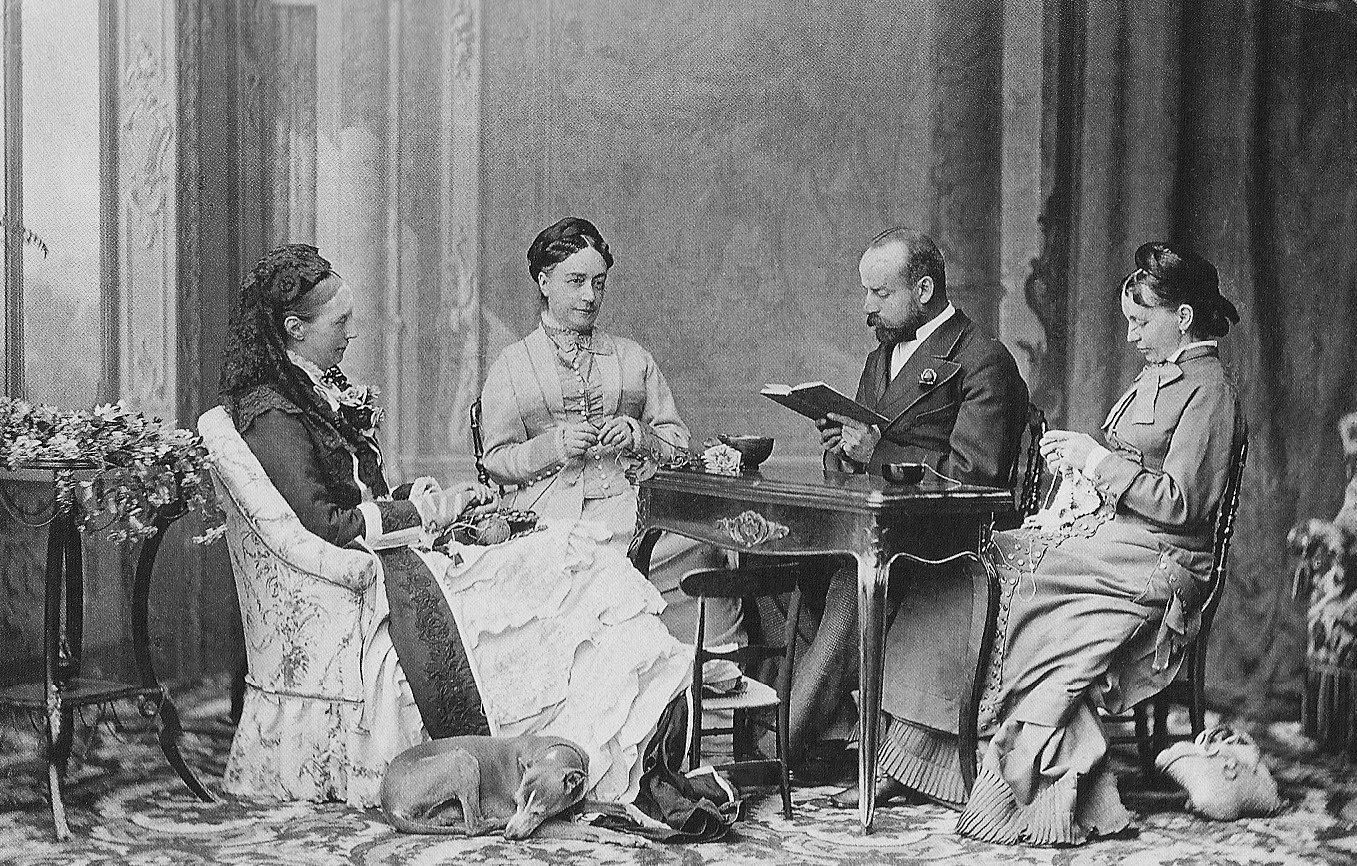
Königin Olga im Sessel mit zwei Hofdamen und einem Vorleser, vermutlich Charles Woodcock

Olga, im Familienkreis „Olly“ genannt, wurde als drittes von sieben Kindern des russischen Zaren Nikolaus I. und seiner Ehefrau Charlotte von Preußen, die als Zarin den Namen Alexandra Fjodorowna führte, im Anitschkow-Palais in Sankt Petersburg geboren. Sie war väterlicherseits eine Urenkelin von Katharina der Großen. Über ihre Mutter war Olga eine Nichte von Wilhelm I. und eine Cousine von Friedrich III.
1838 war eine Eheschließung mit dem bayerischen Thronfolger Maximilian Joseph gescheitert, was zu einer Verstimmung am Hof in Sankt 
Petersburg geführt hatte. Am 1. Julijul. / 13. Juli 1846greg. heiratete Olga in Sankt Petersburg den Thronfolger und späteren König Karl I. von Württemberg. Ihre Ehe blieb kinderlos. 1870 adoptierten Karl und Olga Wera Konstantinowna, die Tochter ihres Bruders Konstantin. Sie bewohnte unter anderem die Villa Berg in Stuttgart und das Schloss Friedrichshafen.
Olgas Schwiegervater König Wilhelm I. erhoffte sich durch die Ehe seines Sohnes Karl mit Olga eine Erneuerung der dynastischen und politischen Verbindung zwischen Württemberg und Russland, die bereits durch die Ehe seiner Tante Zarin Maria Fjodorowna begonnen und durch seine eigene Ehe mit Katharina Pawlowna fortgeführt worden war. Die württembergisch-russische Verbindung hatte allerdings keinen Einfluss auf die europäische Politik des 19. Jahrhunderts.
Unterstützt von ihrem Kabinettssekretär Boris von Wolff-Stomersee, widmete sich Olga vor allem sozialen Aufgaben. Sie bestätigte bestehende und gründete neue soziale Einrichtungen, kümmerte sich um die Versorgung Behinderter und Kriegsverwundeter sowie um die Bildung und Erziehung von Mädchen. 1847 übernahm sie die Schirmherrschaft über die Stuttgarter Heilanstalt für Kinder, die nach ihr Olgahospital („Olgäle“) genannt wurde. Auch über die im selben Jahr im vormaligen Kloster Mariaberg vom Uracher Oberamtsarzt Carl Heinrich Rösch gegründete Komplexeinrichtung für Behinderte in Württemberg, die „Heil- und Pflegeanstalt Mariaberg“ (heute mit erweiterter Konzeption bekannt unter dem Namen Mariaberg e. V.) war Olga Schirmherrin.
1872 richtete die Zentralleitung des Wohltätigkeitsvereins in Württemberg zusammen mit dem Württembergischen Sanitätsverein am Städtischen Krankenhaus Heilbronn eine Krankenpflegeschule ein, aus der die nach ihr benannte evangelische Olgaschwesternschaft hervorging. Die Olgaschwestern, deren Schirmherrin Königin Olga war, übernahmen die Pflege in Krankenhäusern und Gemeinden und verpflichteten sich, auch im Krieg pflegerischen Dienst zu leisten. Durch ihr soziales Engagement wurde Königin Olga sehr beliebt bei der Bevölkerung. In Stuttgart sind zahlreiche Einrichtungen auch heute noch nach Königin Olga benannt (zum Beispiel das Olgahospital, das Karl-Olga-Krankenhaus und das Gymnasium Königin-Olga-Stift); sie gründete außerdem 1856 die Nikolaus-Pflege für blinde Kinder (Nikolauspflege), benannt nach ihrem Vater Zar Nikolaus I. Auf Betreiben von Olga wurde mitten in Stuttgart in der Seidenstraße die Russische Kirche errichtet, die als ein Kleinod in Stuttgart gilt. Zwar hat Olga selbst die Fertigstellung und die Einweihung der Kirche nicht mehr erlebt. Doch ist ihr Bestehen ihrer Energie und ihrem Geschick zu verdanken. In vielen württembergischen Orten tragen Straßen ihren Namen, u. a. in Bad Wildbad, wo 1908 das Olgabad und die Olgastraße nach ihr benannt wurden.
Der Forschungsreisende Theodor von Heuglin gab einer Meerenge im Spitzbergenarchipel den Namen Olgastraße. Auf Betreiben von Ferdinand von Mueller benannte der Entdecker Ernest Giles die australischen Berge Kata Tjuṯa Mounts Olga. Noch heute heißen sie bei den Anwohnern The Olgas.

## Ehrungen
- Das Grenadier-Regiment „Königin Olga“ (1. Württembergisches) Nr. 119 des württembergischen Heeres wurde 1864 nach Königin Olga benannt. Die Königin-Olga-Kaserne in Ludwigsburg trägt ihren Namen.
- Der Bodenseedampfer Olga von 1854 wurde nach ihr benannt.
- Am 27. Juni 1871 wurde von König Karl von Württemberg der Olga-Orden gestiftet, der nach Königin Olga benannt wurde. Sie war auch die erste Trägerin dieses Ordens.
- Ebenfalls ließ Karl eine Parkanlage am Kirnberg bei Bebenhausen anlegen, den Olgahain.
- Der Geograph August Petermann gab einer Meerenge im Spitzbergen-Archipel, die König-Karl-Land im Osten von den Inseln Edgeøya und Barentsøya im Westen trennt, den Namen Olgastraße.
- Der mit 1069 Metern höchste Fels der Kata Tjuta in Zentralaustralien trägt nach ihr den Namen Mount Olga.
- In Stuttgart, Friedrichshafen, Heilbronn, Bad Wildbad und Tettnang sind jeweils die Olgastraße nach ihr benannt.
- Es wurden 2 Apfelsorten nach ihr benannt: Herzogin-Olga-Apfel[1] und Königin-Olga-Apfel.[2][3][4]
- In Stuttgart wurde in der Nähe des Feuersees ein Service-Wohnen für Senioren der Evangelischen Heimstiftung – die „Königin-Olga-Residenz“ – nach ihr benannt.

## Werke
- Parademarsch componirt von Ihrer Kaiserlichen Hoheit der Großfürstinn [!] Olga von Rußland. (Königl. Preuss. Cavallerie-Marsch No. 48.) Arrangement [für Pianoforte] von E. D. Wagner. Berlin, Eigenthum von Ad. Mt. Schlesinger. [1846]

## Abstammung
| Katharina II. (Kaiserin von Russland) | Katharina II. (Kaiserin von Russland) | Katharina II. (Kaiserin von Russland) | Katharina II. (Kaiserin von Russland) | Katharina II. (Kaiserin von Russland) | Katharina II. (Kaiserin von Russland) |                                     |                                     | Peter III. (Kaiser von Russland)    | Peter III. (Kaiser von Russland)    | Peter III. (Kaiser von Russland) | Peter III. (Kaiser von Russland) | Peter III. (Kaiser von Russland) | Peter III. (Kaiser von Russland) |                                  |                                  | Friedrich Eugen (Herzog von Württemberg) | Friedrich Eugen (Herzog von Württemberg) | Friedrich Eugen (Herzog von Württemberg) | Friedrich Eugen (Herzog von Württemberg) | Friedrich Eugen (Herzog von Württemberg) | Friedrich Eugen (Herzog von Württemberg) |                                |                                | Friederike Dorothea Sophia (Herzogin von Württemberg) | Friederike Dorothea Sophia (Herzogin von Württemberg) | Friederike Dorothea Sophia (Herzogin von Württemberg) | Friederike Dorothea Sophia (Herzogin von Württemberg) | Friederike Dorothea Sophia (Herzogin von Württemberg)     | Friederike Dorothea Sophia (Herzogin von Württemberg)     |                                                           |                                                           | Friedrich Wilhelm II. (König von Preußen)                 | Friedrich Wilhelm II. (König von Preußen)                 | Friedrich Wilhelm II. (König von Preußen)     | Friedrich Wilhelm II. (König von Preußen)     | Friedrich Wilhelm II. (König von Preußen)     | Friedrich Wilhelm II. (König von Preußen)     |                                     |                                     | Friederike Luise                           | Friederike Luise                           | Friederike Luise                           | Friederike Luise                           | Friederike Luise                           | Friederike Luise                           |                                  |                                  | Karl II. (Herzog zu Mecklenburg-Strelitz) | Karl II. (Herzog zu Mecklenburg-Strelitz) | Karl II. (Herzog zu Mecklenburg-Strelitz) | Karl II. (Herzog zu Mecklenburg-Strelitz) | Karl II. (Herzog zu Mecklenburg-Strelitz) | Karl II. (Herzog zu Mecklenburg-Strelitz) |                                  |                                  | Friederike Caroline              | Friederike Caroline              | Friederike Caroline | Friederike Caroline | Friederike Caroline | Friederike Caroline |
| Katharina II. (Kaiserin von Russland) | Katharina II. (Kaiserin von Russland) | Katharina II. (Kaiserin von Russland) | Katharina II. (Kaiserin von Russland) | Katharina II. (Kaiserin von Russland) | Katharina II. (Kaiserin von Russland) |                                     |                                     | Peter III. (Kaiser von Russland)    | Peter III. (Kaiser von Russland)    | Peter III. (Kaiser von Russland) | Peter III. (Kaiser von Russland) | Peter III. (Kaiser von Russland) | Peter III. (Kaiser von Russland) |                                  |                                  | Friedrich Eugen (Herzog von Württemberg) | Friedrich Eugen (Herzog von Württemberg) | Friedrich Eugen (Herzog von Württemberg) | Friedrich Eugen (Herzog von Württemberg) | Friedrich Eugen (Herzog von Württemberg) | Friedrich Eugen (Herzog von Württemberg) |                                |                                | Friederike Dorothea Sophia (Herzogin von Württemberg) | Friederike Dorothea Sophia (Herzogin von Württemberg) | Friederike Dorothea Sophia (Herzogin von Württemberg) | Friederike Dorothea Sophia (Herzogin von Württemberg) | Friederike Dorothea Sophia (Herzogin von Württemberg)     | Friederike Dorothea Sophia (Herzogin von Württemberg)     |                                                           |                                                           | Friedrich Wilhelm II. (König von Preußen)                 | Friedrich Wilhelm II. (König von Preußen)                 | Friedrich Wilhelm II. (König von Preußen)     | Friedrich Wilhelm II. (König von Preußen)     | Friedrich Wilhelm II. (König von Preußen)     | Friedrich Wilhelm II. (König von Preußen)     |                                     |                                     | Friederike Luise                           | Friederike Luise                           | Friederike Luise                           | Friederike Luise                           | Friederike Luise                           | Friederike Luise                           |                                  |                                  | Karl II. (Herzog zu Mecklenburg-Strelitz) | Karl II. (Herzog zu Mecklenburg-Strelitz) | Karl II. (Herzog zu Mecklenburg-Strelitz) | Karl II. (Herzog zu Mecklenburg-Strelitz) | Karl II. (Herzog zu Mecklenburg-Strelitz) | Karl II. (Herzog zu Mecklenburg-Strelitz) |                                  |                                  | Friederike Caroline              | Friederike Caroline              | Friederike Caroline | Friederike Caroline | Friederike Caroline | Friederike Caroline |
|                                       |                                       |                                       |                                       |                                       |                                       |                                     |                                     |                                     |                                     |                                  |                                  |                                  |                                  |                                  |                                  |                                          |                                          |                                          |                                          |                                          |                                          |                                |                                |                                                       |                                                       |                                                       |                                                       |                                                           |                                                           |                                                           |                                                           |                                                           |                                                           |                                               |                                               |                                               |                                               |                                     |                                     |                                            |                                            |                                            |                                            |                                            |                                            |                                  |                                  |                                           |                                           |                                           |                                           |                                           |                                           |                                  |                                  |                                  |                                  |                     |                     |                     |                     |
|                                       |                                       |                                       |                                       |                                       |                                       |                                     |                                     |                                     |                                     |                                  |                                  |                                  |                                  |                                  |                                  |                                          |                                          |                                          |                                          |                                          |                                          |                                |                                |                                                       |                                                       |                                                       |                                                       |                                                           |                                                           |                                                           |                                                           |                                                           |                                                           |                                               |                                               |                                               |                                               |                                     |                                     |                                            |                                            |                                            |                                            |                                            |                                            |                                  |                                  |                                           |                                           |                                           |                                           |                                           |                                           |                                  |                                  |                                  |                                  |                     |                     |                     |                     |
|                                       |                                       |                                       |                                       |                                       |                                       |                                     |                                     | Paul I. (Kaiser von Russland)       | Paul I. (Kaiser von Russland)       | Paul I. (Kaiser von Russland)    | Paul I. (Kaiser von Russland)    | Paul I. (Kaiser von Russland)    | Paul I. (Kaiser von Russland)    |                                  |                                  | Sophie Dorothee (Kaiserin von Russland)  | Sophie Dorothee (Kaiserin von Russland)  | Sophie Dorothee (Kaiserin von Russland)  | Sophie Dorothee (Kaiserin von Russland)  | Sophie Dorothee (Kaiserin von Russland)  | Sophie Dorothee (Kaiserin von Russland)  |                                |                                |                                                       |                                                       |                                                       |                                                       |                                                           |                                                           |                                                           |                                                           |                                                           |                                                           |                                               |                                               |                                               |                                               |                                     |                                     | Friedrich Wilhelm III. (König von Preußen) | Friedrich Wilhelm III. (König von Preußen) | Friedrich Wilhelm III. (König von Preußen) | Friedrich Wilhelm III. (König von Preußen) | Friedrich Wilhelm III. (König von Preußen) | Friedrich Wilhelm III. (König von Preußen) |                                  |                                  | Luise (Königin von Preußen)               | Luise (Königin von Preußen)               | Luise (Königin von Preußen)               | Luise (Königin von Preußen)               | Luise (Königin von Preußen)               | Luise (Königin von Preußen)               |                                  |                                  |                                  |                                  |                     |                     |                     |                     |
|                                       |                                       |                                       |                                       |                                       |                                       |                                     |                                     | Paul I. (Kaiser von Russland)       | Paul I. (Kaiser von Russland)       | Paul I. (Kaiser von Russland)    | Paul I. (Kaiser von Russland)    | Paul I. (Kaiser von Russland)    | Paul I. (Kaiser von Russland)    |                                  |                                  | Sophie Dorothee (Kaiserin von Russland)  | Sophie Dorothee (Kaiserin von Russland)  | Sophie Dorothee (Kaiserin von Russland)  | Sophie Dorothee (Kaiserin von Russland)  | Sophie Dorothee (Kaiserin von Russland)  | Sophie Dorothee (Kaiserin von Russland)  |                                |                                |                                                       |                                                       |                                                       |                                                       |                                                           |                                                           |                                                           |                                                           |                                                           |                                                           |                                               |                                               |                                               |                                               |                                     |                                     | Friedrich Wilhelm III. (König von Preußen) | Friedrich Wilhelm III. (König von Preußen) | Friedrich Wilhelm III. (König von Preußen) | Friedrich Wilhelm III. (König von Preußen) | Friedrich Wilhelm III. (König von Preußen) | Friedrich Wilhelm III. (König von Preußen) |                                  |                                  | Luise (Königin von Preußen)               | Luise (Königin von Preußen)               | Luise (Königin von Preußen)               | Luise (Königin von Preußen)               | Luise (Königin von Preußen)               | Luise (Königin von Preußen)               |                                  |                                  |                                  |                                  |                     |                     |                     |                     |
|                                       |                                       |                                       |                                       |                                       |                                       |                                     |                                     |                                     |                                     |                                  |                                  |                                  |                                  |                                  |                                  |                                          |                                          |                                          |                                          |                                          |                                          |                                |                                |                                                       |                                                       |                                                       |                                                       |                                                           |                                                           |                                                           |                                                           |                                                           |                                                           |                                               |                                               |                                               |                                               |                                     |                                     |                                            |                                            |                                            |                                            |                                            |                                            |                                  |                                  |                                           |                                           |                                           |                                           |                                           |                                           |                                  |                                  |                                  |                                  |                     |                     |                     |                     |
|                                       |                                       |                                       |                                       |                                       |                                       |                                     |                                     |                                     |                                     |                                  |                                  |                                  |                                  |                                  |                                  |                                          |                                          |                                          |                                          |                                          |                                          |                                |                                |                                                       |                                                       |                                                       |                                                       |                                                           |                                                           |                                                           |                                                           |                                                           |                                                           |                                               |                                               |                                               |                                               |                                     |                                     |                                            |                                            |                                            |                                            |                                            |                                            |                                  |                                  |                                           |                                           |                                           |                                           |                                           |                                           |                                  |                                  |                                  |                                  |                     |                     |                     |                     |
|                                       |                                       |                                       |                                       |                                       |                                       |                                     |                                     |                                     |                                     |                                  |                                  |                                  |                                  |                                  |                                  | Alexander I. (Kaiser von Russland)       | Alexander I. (Kaiser von Russland)       | Alexander I. (Kaiser von Russland)       | Alexander I. (Kaiser von Russland)       | Alexander I. (Kaiser von Russland)       | Alexander I. (Kaiser von Russland)       |                                |                                | Nikolaus I. (Kaiser von Russland)                     | Nikolaus I. (Kaiser von Russland)                     | Nikolaus I. (Kaiser von Russland)                     | Nikolaus I. (Kaiser von Russland)                     | Nikolaus I. (Kaiser von Russland)                         | Nikolaus I. (Kaiser von Russland)                         |                                                           |                                                           | Charlotte von Preußen (Kaiserin von Russland)             | Charlotte von Preußen (Kaiserin von Russland)             | Charlotte von Preußen (Kaiserin von Russland) | Charlotte von Preußen (Kaiserin von Russland) | Charlotte von Preußen (Kaiserin von Russland) | Charlotte von Preußen (Kaiserin von Russland) |                                     |                                     | Friedrich Wilhelm IV. (König von Preußen)  | Friedrich Wilhelm IV. (König von Preußen)  | Friedrich Wilhelm IV. (König von Preußen)  | Friedrich Wilhelm IV. (König von Preußen)  | Friedrich Wilhelm IV. (König von Preußen)  | Friedrich Wilhelm IV. (König von Preußen)  |                                  |                                  | Wilhelm I. (Deutscher Kaiser)             | Wilhelm I. (Deutscher Kaiser)             | Wilhelm I. (Deutscher Kaiser)             | Wilhelm I. (Deutscher Kaiser)             | Wilhelm I. (Deutscher Kaiser)             | Wilhelm I. (Deutscher Kaiser)             |                                  |                                  |                                  |                                  |                     |                     |                     |                     |
|                                       |                                       |                                       |                                       |                                       |                                       |                                     |                                     |                                     |                                     |                                  |                                  |                                  |                                  |                                  |                                  | Alexander I. (Kaiser von Russland)       | Alexander I. (Kaiser von Russland)       | Alexander I. (Kaiser von Russland)       | Alexander I. (Kaiser von Russland)       | Alexander I. (Kaiser von Russland)       | Alexander I. (Kaiser von Russland)       |                                |                                | Nikolaus I. (Kaiser von Russland)                     | Nikolaus I. (Kaiser von Russland)                     | Nikolaus I. (Kaiser von Russland)                     | Nikolaus I. (Kaiser von Russland)                     | Nikolaus I. (Kaiser von Russland)                         | Nikolaus I. (Kaiser von Russland)                         |                                                           |                                                           | Charlotte von Preußen (Kaiserin von Russland)             | Charlotte von Preußen (Kaiserin von Russland)             | Charlotte von Preußen (Kaiserin von Russland) | Charlotte von Preußen (Kaiserin von Russland) | Charlotte von Preußen (Kaiserin von Russland) | Charlotte von Preußen (Kaiserin von Russland) |                                     |                                     | Friedrich Wilhelm IV. (König von Preußen)  | Friedrich Wilhelm IV. (König von Preußen)  | Friedrich Wilhelm IV. (König von Preußen)  | Friedrich Wilhelm IV. (König von Preußen)  | Friedrich Wilhelm IV. (König von Preußen)  | Friedrich Wilhelm IV. (König von Preußen)  |                                  |                                  | Wilhelm I. (Deutscher Kaiser)             | Wilhelm I. (Deutscher Kaiser)             | Wilhelm I. (Deutscher Kaiser)             | Wilhelm I. (Deutscher Kaiser)             | Wilhelm I. (Deutscher Kaiser)             | Wilhelm I. (Deutscher Kaiser)             |                                  |                                  |                                  |                                  |                     |                     |                     |                     |
|                                       |                                       |                                       |                                       |                                       |                                       |                                     |                                     |                                     |                                     |                                  |                                  |                                  |                                  |                                  |                                  |                                          |                                          |                                          |                                          |                                          |                                          |                                |                                |                                                       |                                                       |                                                       |                                                       |                                                           |                                                           |                                                           |                                                           |                                                           |                                                           |                                               |                                               |                                               |                                               |                                     |                                     |                                            |                                            |                                            |                                            |                                            |                                            |                                  |                                  |                                           |                                           |                                           |                                           |                                           |                                           |                                  |                                  |                                  |                                  |                     |                     |                     |                     |
|                                       |                                       |                                       |                                       |                                       |                                       |                                     |                                     |                                     |                                     |                                  |                                  |                                  |                                  |                                  |                                  |                                          |                                          |                                          |                                          |                                          |                                          |                                |                                |                                                       |                                                       |                                                       |                                                       |                                                           |                                                           |                                                           |                                                           |                                                           |                                                           |                                               |                                               |                                               |                                               |                                     |                                     |                                            |                                            |                                            |                                            |                                            |                                            |                                  |                                  |                                           |                                           |                                           |                                           |                                           |                                           |                                  |                                  |                                  |                                  |                     |                     |                     |                     |
|                                       |                                       |                                       |                                       | Alexander II. (Kaiser von Russland)   | Alexander II. (Kaiser von Russland)   | Alexander II. (Kaiser von Russland) | Alexander II. (Kaiser von Russland) | Alexander II. (Kaiser von Russland) | Alexander II. (Kaiser von Russland) |                                  |                                  | Marija (Herzog von Leuchtenberg) | Marija (Herzog von Leuchtenberg) | Marija (Herzog von Leuchtenberg) | Marija (Herzog von Leuchtenberg) | Marija (Herzog von Leuchtenberg)         | Marija (Herzog von Leuchtenberg)         |                                          |                                          | Olga (Königin von Württemberg)           | Olga (Königin von Württemberg)           | Olga (Königin von Württemberg) | Olga (Königin von Württemberg) | Olga (Königin von Württemberg)                        | Olga (Königin von Württemberg)                        |                                                       |                                                       | Alexandra (Erbprinzessin von Hessen-Kassel zu Rumpenheim) | Alexandra (Erbprinzessin von Hessen-Kassel zu Rumpenheim) | Alexandra (Erbprinzessin von Hessen-Kassel zu Rumpenheim) | Alexandra (Erbprinzessin von Hessen-Kassel zu Rumpenheim) | Alexandra (Erbprinzessin von Hessen-Kassel zu Rumpenheim) | Alexandra (Erbprinzessin von Hessen-Kassel zu Rumpenheim) |                                               |                                               | Konstantin (Großfürst von Russland)           | Konstantin (Großfürst von Russland)           | Konstantin (Großfürst von Russland) | Konstantin (Großfürst von Russland) | Konstantin (Großfürst von Russland)        | Konstantin (Großfürst von Russland)        |                                            |                                            | Nikolai (Großfürst von Russland)           | Nikolai (Großfürst von Russland)           | Nikolai (Großfürst von Russland) | Nikolai (Großfürst von Russland) | Nikolai (Großfürst von Russland)          | Nikolai (Großfürst von Russland)          |                                           |                                           | Michael (Großfürst von Russland)          | Michael (Großfürst von Russland)          | Michael (Großfürst von Russland) | Michael (Großfürst von Russland) | Michael (Großfürst von Russland) | Michael (Großfürst von Russland) |                     |                     |                     |                     |